# Zouk
Zouk este un stil de muzică ritmică, originară din insulele franceze Guadelupa și Martinica, ce își are rădăcinile în muzica compas din Haiti. Zouk înseamnă "petrecere" sau "festival" în dialectul local, format din cuvinte in franceză, engleză și africană, influențele acestor trei limbi resimțindu-se in sunetul muzicii. În Africa, zouk este popular în țarile aparținând Franței și Portugaliei, în timp ce pe insulele africane din regiunea Capul Verde s-a dezvoltat un stil particular de zouk. În Europa, este deosebit de popular în Franța, iar în America de Nord in Canada, provincia Quebec.

## Origini
Muzica zouk a aparut la începutul anilor 1980, prin fuzionarea unei multitudini de stiluri diferite, precum compas, balakadri, cadence din Republica Dominicană, dansuri de societate, precum mazurca și biguine, pop-ul francez și american, dar și kadans, gwo ka sau alte stiluri locale.

## Kassav'
Principala formație care a apărut în această perioadă a fost Kassav'. Originari din Guadelupa și Martinica, membrii acesteia au adus stilului un sunet pan-caribian, prin inserarea de elemente provenite din compas, reggae și salsa și au devenit cea mai faimoasă formație de zouk din lume. Kassav' a fost fondată în 1979 de Pierre-Edouard Décimus, un muzician cu o carieră îndelungată, în colaborare cu Freddy Marshall. Împreună, cei doi au decis să transforme muzica de carnaval, conferindu-i un stil mai modern și mai rafinat. Odată cu primul lor album, Love and Ka Dance (1980) a luat naștere și muzica „zouk”. Kassav' a devenit din ce în ce mai popular, atât ca formație cât și prin carierele individuale ale câtorva dintre membri, atingând culmea succesului în 1985, cu albumul Yélélé
ce conține hitul internațional „Zouk la sé sèl médikaman nou ni”.
Cu ajutorul acestui hit, zouk a devenit rapid cel mai răspândit dans în America Latină și nu numai, ecourile sale ajungând până în Europa și chiar Asia. Zouk a devenit cunoscut pentru concertele pline de efecte speciale și costume viu colorate.
Un lucru interesant este faptul că brazilienii consideră ca muzica zouk își are originea în Polinezia Franceză.
Jocelyne Labylle, din Guadelupa, este unul dintre printre ceilalți reprezentanți de marcă ai stilului.

## Zouk-love
Zouk-love este un stil aparte al zouk, în care ritmul este mai lent și mai dramatic. Zouk-love provine din tempo-ul lent al melodiilor cadence cântate de Ophelia Marie, din Republica Dominicană. Stilurile kizomba (Angola) și Cola-zouk (Capul Verde) sunt de asemenea derivate ale zouk, având un sunet apeoape identic cu acesta, diferențele fiind sesizabile doar celor initiați în aceste stiluri.
Printre reprezentanții cunoscuți ai zouk-love se numără artiști francezi din India de Vest precum Patrick Saint-Eloi, precursorul zouk-love, Edith Lefel, Nichols, Harry Diboula, artiști haitieni precum Ayenn, Alan Cavé și Daan Junior, Suzanna Lubrano și Gil Semedo din Olanda, precum și Philipe Monteiro, din Africa.

## Cum se dansează zouk
Există patru feluri de a dansa pe ritmurile zouk:
1. Zouk-love
  1. stilul din insulele Caraibe apartinând Franței (Antile / Haiti)
  2. stilul din țările africane vorbitoare de limbă franceză
2. Zouk-Lambada. Lambada (sau o variantă evoluată a lambadei) dansată pe ritmuri de zouk
  1. Zouk brazilian. Un stil de dans desprins din lambada și pus pe ritmuri de zouk.
  2. Lambazouk sau lambada. Stilul de dans lambada (sau o variație a acestuia) pus pe ritmuri de zouk
3. Kizomba din Angola sau Cola-zouk din Capul Verde. Muzica a luat naștere direct din zouk.

### Zouk în Insulele Caraibe
Zouk-ul caraibian este un dans întalnit preponderent în insulele Haiti, Guadelupa, Martinica, Republica Dominicană și St. Lucia din arhipelagul Caraibian. La fel ca in merengue, pasul de bază presupune mutarea centrului de greutate de pe un picior pe celalalt pe fiecare timp. Coregrafia este simplă, cu puține figuri.
Pașii de dans în zouk-ul caraibian diferă semnificativ de cei din stilul zouk-lambada din Brazilia. În zouk-ul caraibian se fac doi pași pe ritm ("toom-cheek, toom-cheek, etc"), în timp ce în zouk-ul brazilian se fac trei pași ("toom-cheek-cheek, toom-cheek-cheek, etc").

### Zouk în Brazilia
În Brazilia, ritmurilor zouk li s-a asociat un dans derivat din lambada, cu mișcări ce urmăresc foarte bine ritmul. Lambada este, de obicei, foarte rapidă și energică. Spre deosebire de aceasta, zouk-ul brazilian este de multe ori lent și senzual, dând posibilitatea dansatorilor să efectueze multe piruete și figuri.

### Fișiere media referitoare la diverse stiluri de dans
- Kizomba
- Caribbean zouk
- Caribbean/Riga zouk-love style
- Brazilian zouk (Brasilia style)
- Brazilian zouk (Amsterdam style)
- Brazilian zouk (Rio style)
- Brazilian zouk (Brisbane style)
- Soulzouk (Brasilia)
- Lambazouk (Majorca/Barcelona style)
- Lambazouk (Porto Seguro style)
- Zouk-Lambada (Sao Paolo/Belo Horizonte)
- Zouk-Lambada (London style)

## Artiști faimoși ai stilului zouk
- Edith Lefel Edith Lefel
- Enyd' Cabarrus Enyd' Cabarrus
- Gladys (Gla10) Cabarrus Gladys (Gla10) Cabarrus
- Kaysha Kaysha
- Kassav Kassav
- Philip Monteiro Philip Monteiro
- Suzanna Lubrano Suzanna Lubrano
- Vegetable Basket and the a la Carté Kids Vegetable Basket and the a la Carté Kids